# ريتشارد فوستر بيكر
ريتشارد فوستر بيكر (بالإنجليزية: Richard Foster Baker)‏ هو مخرج أمريكي، ولد في 25 يناير 1857 في ديترويت في الولايات المتحدة، وتوفي في 21 فبراير 1921 في شيكاغو في الولايات المتحدة.

## وصلات خارجية
- ريتشارد فوستر بيكر على موقع IMDb (الإنجليزية)
- ريتشارد فوستر بيكر على موقع كينوبويسك (الروسية)